# Lymantriades xutha
Lymantriades xutha är en fjärilsart som beskrevs av George Thomas Bethune-Baker 1908. Lymantriades xutha ingår i släktet Lymantriades och familjen tofsspinnare. Inga underarter finns listade i Catalogue of Life.